# Milroy-Krankheit
Die Milroy-Krankheit ist eine sehr seltene angeborene Form eines Lymphödemes mit den Hauptmerkmalen Schmerzlosigkeit und Manifestation kurz nach der Geburt.
Synonyme sind: Hereditäres Lymphödem Typ I Nonne Milroy; Trophödem, Typ Nonne-Milroy; Nonne-Milroy-Syndrom; englisch Milroys disease; Lymphödem, Typ Nonne-Milroy; lateinisch Elephantiasis congenita hereditaria
Die Bezeichnung bezieht sich auf die Erstautoren der Erstbeschreibung aus dem Jahre 1891 durch den deutschen Neurologen Max Nonne (1861–1959)  und aus dem Jahre 1892 durch den US-amerikanischen Internisten William Forsyth Milroy (1855–1942).

## Verbreitung
Die Häufigkeit ist nicht bekannt, die Vererbung erfolgt autosomal-dominant, Mädchen sind wesentlich häufiger betroffen.

## Ursache
Der Erkrankung liegen Mutationen im FLT4-Gen im Chromosom 5 Genort q35.3 zugrunde, welches für einen vaskulären endothelialen Wachstumsfaktor kodiert.

## Klinische Erscheinungen
Klinische Kriterien sind:
- Manifestation bei oder kurz nach der Geburt
- angeborenes Lymphödem der unteren Extremität, nicht oberhalb des Leistenbandes
- schmerzlos ohne Entzündungszeichen
- Cholestase
- selten intestinale Lymphangiektasie mit Albuminverlust

## Diagnose
Die Diagnose ergibt sich aus der Klinik, kann unter Umständen bereits intrauterin gestellt werden.

## Therapie
Eine Behandlung mit Kompressionsstrumpf kann versucht werden.

## Heilungsaussicht
Häufig kommt es während der Pubertät zu einer Verschlechterung.

## Geschichte
Die Krankheit wurde früher unter der zusammenfassenden Bezeichnung Nonne-Milroy-Meige-Syndrom geführt.